# Hornby (Lancashire)
Koordinaten: 54° 7′ N, 2° 38′ W
Hornby ist ein Ort am River Wenning in Lancashire, England. Zusammen mit dem Ort Farleton bildet er die civil parish Hornby-with-Farleton, die 729 Einwohner hat (2001).
Hornby wird als Hornebi im Domesday Book erwähnt. Dem Ort kam eine besondere strategische Bedeutung zu, denn westlich von Hornby mündet der River Wenning in den River Lune, und es gibt etwas nördlich des Ortes seit dem Mittelalter die Loyn Bridge. Direkt oberhalb der Brücke befinden sich die Überreste der Festung Castle Stede aus dem 11. Jahrhundert. Die Befestigung war auf einem künstlich angelegten Hügel, einer Motte, errichtet worden. Auf dem Plateau wurde im Zweiten Weltkrieg ein Bunker eingerichtet, der die andauernde strategische Lage des Platzes unterstreicht. Castle Stede ist der besterhaltene Burgberg von mehreren Burgen im Tal des River Lune, die heute nicht mehr existieren, die aber einst als eine wichtige Verteidigungslinie gegen feindliche Einfälle aus dem Norden nach England, die über den Gebirgspass des Shap Summit und dann entlang dem Lauf des River Lune bei Tebay vollzogen werden konnten, schützten und noch heute den Grenzlandcharakter dieser Gegend nach der normannischen Eroberung demonstrieren.
Im 13. Jahrhundert wurde begonnen, Castle Stede durch den Bau von Hornby Castle zu ersetzen, das noch heute im Ort steht.
Im späten 12. oder frühen 13. Jahrhundert wurde die Hornby Priory Klosterzelle als ein Zweig des Prämonstratenser Abtei Croxton Abbey gegründet. Schon bald nach ihrer Gründung erreichte, die St Wilfrid geweihte Hornby Priory ihre Unabhängigkeit. 1534 wurde Hornby Priory Besitz der Herren von Hornby Castle.
Die Kirche St Margaret mit ihrem achteckigen Turm stammt in ihren ältesten Teilen aus dem 16. Jahrhundert. Die Kirche wurde im 19. Jahrhundert zweimal umgebaut und sie ist heute ein Grade-I geschütztes Bauwerk. Überreste zweier angel-sächsischer Kreuze in der Kirche, besonders aber das knapp 2 m hohe Unterteil eines solchen Kreuzes im Süden der Kirche, das heute ein Grade-II* geschütztes Denkmal ist, deuten auf eine schon viel längere christliche Tradition an dieser Stelle hin.

## Persönlichkeiten
- Phyllis Bone (1894–1972), Bildhauerin